# Wacton (Herefordshire)
Wacton est une paroisse civile et un village du Herefordshire, en Angleterre.